# Glory to My King
Glory to My King är det svenska neoklassiska power metal-bandet Golden Resurrections debutalbum. Det släpptes i november 2010 på Liljegren Records i Europa och Seven Seas i Japan.
Skivan producerades av bandet tillsammans med Erik Mårtensson (Eclipse).
Musikvideor spelades in till "See My Commands", "Best for Me" och "Proud to Wear the Holy Cross".

## Låtlista
1. "See My Commands" – 3:56
2. "Best for Me" – 4:12
3. "Glory to My King" – 4:09
4. "Never Look Back" – 3:58
5. "The Final Day" – 5:42
6. "Proud to Wear the Holy Cross" – 6:18
7. "Golden Flames" – 4:47
8. "God's Grand Hotel" – 4:24
9. "My Creation" – 0:46

Bonusspår på japanska utgåvan
1. "Metal Praise" (instrumental) – 4:16

## Medverkande
Musiker
- Christian Liljegren – sång, bakgrundssång
- Tommy Johansson – gitarr, keyboard, orkestrering, bakgrundssång
- Stefan Käck – basgitarr
- Olov Andersson – keyboard
- Rickard Gustafsson – trummor

Bidragande musiker
- German Pasqual – bakgrundssång
- Erik Mårtensson – bakgrundssång

Produktion
- Tommy Johansson – studiotekniker
- Erik Mårtensson – producent, studiotekniker, mixning
- Micke Lind – mastering
- Markus Sigfridsson – omslagskonst
- Ronny Hemlin – foto